# Magyarország az 1993-as úszó-Európa-bajnokságon
Magyarország az angliai Sheffieldben és Leedsben megrendezett 1993-as úszó-Európa-bajnokság egyik részt vevő nemzete volt.

## Versenyzők száma
| Sportág, szakág | Magyar résztvevő | Magyar résztvevő | Magyar résztvevő |
| Sportág, szakág | Férfi            | Nő               | Össz.            |
| Úszás           | 8                | 2                | 10               |
| Műugrás         | 1                | 1                | 2                |
| Vízilabda       | 15               | 14               | 29               |
| Szinkronúszás   | –                | 1                | 1                |
| Összesen        | 24               | 18               | 42               |

## Érmesek
| Érem  | Versenyző | Versenyszám | Versenyszám      | Dátum        |
| ----- | --- | ----------- | ---------------- | ------------ |
| Arany | Güttler Károly | úszás       | 100 m mell       | augusztus 3. |
| Arany | Egerszegi Krisztina | úszás       | 400 m vegyes     | augusztus 3. |
| Arany | Darnyi Tamás | úszás       | 200 m vegyes     | augusztus 4. |
| Arany | Egerszegi Krisztina | úszás       | 100 m hát        | augusztus 5. |
| Arany | Egerszegi Krisztina | úszás       | 200 m pillangó   | augusztus 8. |
| Arany | Egerszegi Krisztina | úszás       | 200 m hát        | augusztus 8. |
| Ezüst | Güttler Károly | úszás       | 200 m mell       | augusztus 6. |
| Ezüst | Czene Attila | úszás       | 200 m vegyes     | augusztus 8. |
| Ezüst | Deutsch Tamás Güttler Károly Horváth Péter Szabados Béla | úszás       | 4 × 100 m vegyes | augusztus 8. |
| Ezüst | Benedek Tibor Dala Tamás Fodor Rajmund Gyöngyösi András Kuna Péter Lihótzky Károly Monostori Attila Nemes Gábor Németh Zsolt Péter Imre Steinmetz Barnabás Tóth Frank Tóth László Vincze Balázs Varga I. Zsolt | vízilabda   | férfi vízilabda  | augusztus 8. |
| Bronz | Dancsa Katalin Eke Andrea Kertész Zsuzsa Konrád Mária Nagy Katalin Rafael Irén Rónaszéki Ildikó Stieber Mercédesz Szalkay Orsolya Szép Brigitta Takács Ildikó Tóth Gabriella Tóth Noémi Vincze Edit            | vízilabda   | női vízilabda    | augusztus 7. |

## Úszás
Férfi
| Versenyző                                                | Versenyszám      | Előfutam | Előfutam | Előfutam | Döntő   | Döntő    |
| Versenyző                                                | Versenyszám      | Idő      | Hely.    | Össz.    | Idő     | Helyezés |
| -------------------------------------------------------- | ---------------- | -------- | -------- | -------- | ------- | -------- |
| Ágh Olivér                                               | 100 m hát        | kizárva  | kizárva  | kizárva  | kiesett | kiesett  |
| Ágh Olivér                                               | 200 m hát        | 2:05,49  |          | 18.      | kiesett | kiesett  |
| Czene Attila                                             | 200 m gyors      | 1:51,32  | 1.       | 10.      | 1:51,35 | 10.      |
| Czene Attila                                             | 200 m vegyes     | 2:07,80  | 1.       | 1.       | 2:00,70 |          |
| Darnyi Tamás                                             | 400 m vegyes     | 4:19,32  | 1.       | 1.       | 4:15,24 |          |
| Deutsch Tamás                                            | 100 m hát        | 56,30    |          | 4.       | 55,97   | 5.       |
| Deutsch Tamás                                            | 200 m hát        | 2:01,24  | 2.       | 3.       | 1:59,96 | 4.       |
| Güttler Károly                                           | 100 m mell       | 1:00,95  | 1.       | 1.       | 1:01,04 |          |
| Güttler Károly                                           | 200 m mell       | 2:15,00  | 1.       | 1.       | 2:13,26 |          |
| Horváth Péter                                            | 100 m pillangó   | 55,53    | 6.       | 16.      | 54,24   | 9.       |
| Szabados Béla                                            | 50 m gyors       | 23,61    | 6.       | 20.      | kiesett | kiesett  |
| Szabados Béla                                            | 100 m gyors      | 51,25    | 6.       | 15.      | 51,35   | 16.      |
| Zubor Attila                                             | 50 m gyors       | 23,94    | 7.       | 23.      | kiesett | kiesett  |
| Zubor Attila                                             | 100 m gyors      | 51,49    | 6.       | 17.      | kiesett | kiesett  |
| Zubor Attila                                             | 200 m gyors      | 1:53,61  | 8.       | 22.      | kiesett | kiesett  |
| Deutsch Tamás Güttler Károly Horváth Péter Szabados Béla | 4 × 100 m vegyes | 3:44,37  | 1.       | 2.       | 3:42,03 |          |

Női
| Versenyző           | Versenyszám    | Előfutam | Előfutam | Előfutam | Döntő   | Döntő    |
| Versenyző           | Versenyszám    | Idő      | Hely.    | Össz.    | Idő     | Helyezés |
| ------------------- | -------------- | -------- | -------- | -------- | ------- | -------- |
| Csépe Gabriella     | 100 m mell     | 1:13,80  |          | 32.      | kiesett | kiesett  |
| Csépe Gabriella     | 200 m mell     | 2:39,48  | 6.       | 22.      | kiesett | kiesett  |
| Egerszegi Krisztina | 100 m hát      | 1:01,05  | 1.       | 1.       | 1:00,83 |          |
| Egerszegi Krisztina | 200 m hát      | 2:09,85  | 1.       | 1.       | 2:09,12 |          |
| Egerszegi Krisztina | 200 m pillangó | 2:13,60  | 1.       | 1.       | 2:10,71 |          |
| Egerszegi Krisztina | 400 m vegyes   | 4:44,86  | 1.       | 1.       | 4:39,55 |          |

## Műugrás
Férfi
| Versenyző      | Versenyszám | Selejtező | Selejtező | Negyeddöntő | Negyeddöntő | Elődöntő | Elődöntő | Döntő   | Döntő    |
| Versenyző      | Versenyszám | Pont      | Hely.     | Pont        | Helyezés    | Pont     | Helyezés | Pont    | Helyezés |
| -------------- | ----------- | --------- | --------- | ----------- | ----------- | -------- | -------- | ------- | -------- |
| Gerlach István | 1 m műugrás | 280,53    | 23.       | kiesett     | kiesett     | kiesett  | kiesett  | kiesett | kiesett  |
| Gerlach István | 10 m torony | 331,47    | 12.       |             |             |          |          | 370,86  | 12.      |

Női
| Pintér Orsolya | 1 m műugrás | 238,56 | 11. | 206,04 | B 3. | kiesett | kiesett | kiesett | kiesett | kiesett | kiesett |
| Pintér Orsolya | 3 m műugrás | 236,88 | 15. |        |      |         |         | kiesett | kiesett |         |         |

## Szinkronúszás
| Versenyző     | Versenyszám | Selejtező | Selejtező | Döntő   | Döntő   |
| Versenyző     | Versenyszám | Pont      | Hely      | Pont    | Hely    |
| ------------- | ----------- | --------- | --------- | ------- | ------- |
| Szále Katalin | Egyéni      | 157,020   | 15.       | kiesett | kiesett |

## Vízilabda

### Férfi
A magyar férfi vízilabda-válogatott kerete:
| Magyar nemzeti férfi vízilabdacsapat-játékoskeret | Magyar nemzeti férfi vízilabdacsapat-játékoskeret | Magyar nemzeti férfi vízilabdacsapat-játékoskeret | Magyar nemzeti férfi vízilabdacsapat-játékoskeret | Magyar nemzeti férfi vízilabdacsapat-játékoskeret | Magyar nemzeti férfi vízilabdacsapat-játékoskeret |
| #                                                 | Név                                               | Poszt                                             | Kor (1993. július 31. szerint)                    | Klub                                              |                                                   |
| ------------------------------------------------- | ------------------------------------------------- | ------------------------------------------------- | ------------------------------------------------- | ------------------------------------------------- | ------------------------------------------------- |
|                                                   | Benedek Tibor                                     | M                                                 | 1972. július 12. (21 évesen)                      | Újpesti TE                                        |                                                   |
|                                                   | Dala Tamás                                        | M                                                 | 1968. június 5. (25 évesen)                       | Újpesti TE                                        |                                                   |
|                                                   | Fodor Rajmund                                     | M                                                 | 1976. február 21. (17 évesen)                     | Szeged                                            |                                                   |
|                                                   | Gyöngyösi András                                  | M                                                 | 1968. január 23. (25 évesen)                      | Ferencváros                                       |                                                   |
|                                                   | Kuna Péter                                        | K                                                 | 1965. július 27. (28 évesen)                      | Tungsram SC                                       |                                                   |
|                                                   | Lihótzky Károly                                   | M                                                 | 1970. február 10. (23 évesen)                     | Szeged                                            |                                                   |
|                                                   | Monostori Attila                                  | M                                                 | 1971. január 28. (22 évesen)                      | Tungsram SC                                       |                                                   |
|                                                   | Nemes Gábor                                       | K                                                 | 1964. november 30. (28 évesen)                    | BVSC                                              |                                                   |
|                                                   | Németh Zsolt                                      | M                                                 | 1970. április 15. (23 évesen)                     | BVSC                                              |                                                   |
|                                                   | Péter Imre                                        | M                                                 | 1970. április 1. (23 évesen)                      | BVSC                                              |                                                   |
|                                                   | Steinmetz Barnabás                                | M                                                 | 1975. október 6. (17 évesen)                      | Ferencváros                                       |                                                   |
|                                                   | Tóth Frank                                        | M                                                 | 1970. június 17. (23 évesen)                      | Vasas                                             |                                                   |
|                                                   | Tóth László                                       | M                                                 | 1968. február 9. (25 évesen)                      | Vasas                                             |                                                   |
|                                                   | Varga I. Zsolt                                    | M                                                 | 1972. március 9. (21 évesen)                      | BVSC                                              |                                                   |
|                                                   | Vincze Balázs                                     | M                                                 | 1967. június 27. (26 évesen)                      | Újpesti TE                                        |                                                   |
| Szövetségi kapitány: Horkai György                |                                                   |                                                   |                                                   |                                                   |                                                   |

Csoportkör
A csoport
| Csapat         | M | Gy | D | V | G+ | G– | Gk  | P  |
| -------------- | - | -- | - | - | -- | -- | --- | -- |
| Magyarország   | 5 | 5  | 0 | 0 | 66 | 39 | +27 | 10 |
| Spanyolország  | 5 | 4  | 0 | 1 | 67 | 46 | +21 | 8  |
| Görögország    | 5 | 2  | 1 | 2 | 46 | 36 | +10 | 5  |
| Hollandia      | 5 | 2  | 0 | 3 | 53 | 51 | +2  | 4  |
| Szlovákia      | 5 | 1  | 1 | 3 | 45 | 52 | –7  | 3  |
| Nagy-Britannia | 5 | 0  | 0 | 5 | 22 | 75 | –53 | 0  |

| 1993. július 31. 10:00 | Magyarország                                                     | 9–5               | Görögország                            | Sheffield Játékvezetők: Nielssen (dán) Polmann (német) |
| 1993. július 31. 10:00 | (3–1, 2–2, 1–1, 3–1)                                             |                   |                                        | Sheffield Játékvezetők: Nielssen (dán) Polmann (német) |
| 1993. július 31. 10:00 | Németh, Varga Zs. 2–2 Péter, Vincze, Tóth F., Tóth L., Fodor 1-1 |                   | Kaiafasz, Peszmatzoglu 2–2 Mavrotász 1 | Sheffield Játékvezetők: Nielssen (dán) Polmann (német) |
| 1993. július 31. 10:00 | 5/3                                                              | Gól / emberelőny  | 8/1                                    | Sheffield Játékvezetők: Nielssen (dán) Polmann (német) |
| 1993. július 31. 10:00 | 0                                                                | Gól / négyméteres | 1/1                                    | Sheffield Játékvezetők: Nielssen (dán) Polmann (német) |

| 1993. augusztus 1. 18:15 | Magyarország                                                                                         | 19–5              | Nagy-Britannia                            | Sheffield Játékvezetők: Aglioro (olasz) Sapara (német) |
| 1993. augusztus 1. 18:15 | (6–1 3–2 3–0 7–2)                                                                                    |                   |                                           | Sheffield Játékvezetők: Aglioro (olasz) Sapara (német) |
| 1993. augusztus 1. 18:15 | Benedek 5 Tóth F. 3 Tóth L., Péter, Gyöngyösi 2–2 Steinmetz B., Varga Zs., Dala, Fodor, Lihótzky 1–1 |                   | Manfield 2 Birmingham, Brand, Thurley 1–1 | Sheffield Játékvezetők: Aglioro (olasz) Sapara (német) |
| 1993. augusztus 1. 18:15 | 5/5                                                                                                  | Gól / emberelőny  | 5/1                                       | Sheffield Játékvezetők: Aglioro (olasz) Sapara (német) |
| 1993. augusztus 1. 18:15 | 1/1                                                                                                  | Gól / négyméteres | 0                                         | Sheffield Játékvezetők: Aglioro (olasz) Sapara (német) |

| 1993. augusztus 2. 10:00 | Magyarország                                                 | 14–11             | Spanyolország                       | Sheffield Játékvezetők: Pohlman (német) Kozlov (orosz) |
| 1993. augusztus 2. 10:00 | (2–3, 4–1, 3–3, 5–4)                                         |                   |                                     | Sheffield Játékvezetők: Pohlman (német) Kozlov (orosz) |
| 1993. augusztus 2. 10:00 | Benedek 5 Varga Zs. 4 Vincze 2 Tóth L., Fodor, Gyöngyösi 1–1 |                   | Estiarte 6 Oca, García 2–2 Gómez 1, | Sheffield Játékvezetők: Pohlman (német) Kozlov (orosz) |
| 1993. augusztus 2. 10:00 | 7/5                                                          | Gól / emberelőny  | 12/6                                | Sheffield Játékvezetők: Pohlman (német) Kozlov (orosz) |
| 1993. augusztus 2. 10:00 | 2/2                                                          | Gól / négyméteres | 2/2                                 | Sheffield Játékvezetők: Pohlman (német) Kozlov (orosz) |

| 1993. augusztus 3. 11:45 | Magyarország                                                                           | 14–9             | Szlovákia                                                          | Sheffield Játékvezetők: Schmudlmeyer (osztrák) Circuleti (román) |
| 1993. augusztus 3. 11:45 | (4–1, 3–4, 3–2, 4–2)                                                                   |                  |                                                                    | Sheffield Játékvezetők: Schmudlmeyer (osztrák) Circuleti (román) |
| 1993. augusztus 3. 11:45 | Benedek, Varga Zs. 3–3 Dala, Gyöngyösi 2–2 Tóth F., Steinmetz B., Lihótzky, Németh 1–1 |                  | Schmuck, Dindžík 2–2 Bundschuh, Baluch, Horňák, Iždinský, Káid 1–1 | Sheffield Játékvezetők: Schmudlmeyer (osztrák) Circuleti (román) |
| 1993. augusztus 3. 11:45 | 10/7                                                                                   | Gól / emberelőny | 14/8                                                               | Sheffield Játékvezetők: Schmudlmeyer (osztrák) Circuleti (román) |

| 1993. augusztus 4. 13:30 | Magyarország                                           | 11–9              | Hollandia                              | Sheffield Játékvezetők: Torickij (orosz) Raiton (francia) |
| 1993. augusztus 4. 13:30 | (1–3, 5–1, 4–2, 1–3)                                   |                   |                                        | Sheffield Játékvezetők: Torickij (orosz) Raiton (francia) |
| 1993. augusztus 4. 13:30 | Benedek 5 Varga Zs. 2 Péter, Tóth L., Dala, Németh 1–1 |                   | Issard, Niuwenburg 3–3 Rosner 2 Meyn 1 | Sheffield Játékvezetők: Torickij (orosz) Raiton (francia) |
| 1993. augusztus 4. 13:30 | 3/1                                                    | Gól / emberelőny  | 8/3                                    | Sheffield Játékvezetők: Torickij (orosz) Raiton (francia) |
| 1993. augusztus 4. 13:30 | 4/3                                                    | Gól / négyméteres | 2/2                                    | Sheffield Játékvezetők: Torickij (orosz) Raiton (francia) |

Elődöntő
| 1993. augusztus 7. 19:30 | Magyarország                                    | 8–7               | Románia                                               | Sheffield Játékvezetők: Klaric (horvát) Raiton (francia) |
| 1993. augusztus 7. 19:30 | (3–3, 2–1, 2–0, 1–3)                            |                   |                                                       | Sheffield Játékvezetők: Klaric (horvát) Raiton (francia) |
| 1993. augusztus 7. 19:30 | Benedek 3 Péter 2 Németh, Varga Zs., Vincze 1–1 |                   | Angalescu 2 Georgescu, Abrii, Stemate, Tóth, Rath 1–1 | Sheffield Játékvezetők: Klaric (horvát) Raiton (francia) |
| 1993. augusztus 7. 19:30 | 9/2                                             | Gól / emberelőny  | 14/4                                                  | Sheffield Játékvezetők: Klaric (horvát) Raiton (francia) |
| 1993. augusztus 7. 19:30 | 3/2                                             | Gól / négyméteres | 0                                                     | Sheffield Játékvezetők: Klaric (horvát) Raiton (francia) |

Döntő
| 1993. augusztus 8. | Olaszország                                                           | 11–9             | Magyarország                                           | Sheffield Játékvezetők: Klaric (horvát) Polmann (német) |
| 1993. augusztus 8. | (3–4, 4–2, 2–1, 2–2)                                                  |                  |                                                        | Sheffield Játékvezetők: Klaric (horvát) Polmann (német) |
| 1993. augusztus 8. | Ferretti, Pomilio 3–3 F. Porzio 2 G. Porzio, Caldarella, Campagna 1–1 |                  | Benedek, Dala, Németh 2–2 Vincze, Péter, Monostori 1–1 | Sheffield Játékvezetők: Klaric (horvát) Polmann (német) |
| 1993. augusztus 8. | 12/6                                                                  | Gól / emberelőny | 15/5                                                   | Sheffield Játékvezetők: Klaric (horvát) Polmann (német) |

| Csapat       | Helyezés |
| ------------ | -------- |
| Magyarország |          |

### Női
A magyar női vízilabda-válogatott kerete:
| Magyar nemzeti női vízilabdacsapat-játékoskeret | Magyar nemzeti női vízilabdacsapat-játékoskeret | Magyar nemzeti női vízilabdacsapat-játékoskeret | Magyar nemzeti női vízilabdacsapat-játékoskeret | Magyar nemzeti női vízilabdacsapat-játékoskeret | Magyar nemzeti női vízilabdacsapat-játékoskeret |
| #                                               | Név                                             | Poszt                                           | Kor (1993. július 31. szerint)                  | Klub                                            |                                                 |
| ----------------------------------------------- | ----------------------------------------------- | ----------------------------------------------- | ----------------------------------------------- | ----------------------------------------------- | ----------------------------------------------- |
|                                                 | Dancsa Katalin                                  | M                                               | 1963. december 20. (29 évesen)                  | BVSC                                            |                                                 |
|                                                 | Eke Andrea                                      | M                                               | 1968. március 9. (25 évesen)                    | Wupertal                                        |                                                 |
|                                                 | Kertész Zsuzsa                                  | M                                               | 1965. december 28. (27 évesen)                  | BVSC                                            |                                                 |
|                                                 | Konrád Mária                                    | M                                               | 1975. szeptember 29. (17 évesen)                | OSC                                             |                                                 |
|                                                 | Nagy Katalin                                    | M                                               | 1964. augusztus 16. (28 évesen)                 | OSC                                             |                                                 |
|                                                 | Rafael Irén                                     | M                                               | 1966. október 11. (26 évesen)                   | BVSC                                            |                                                 |
|                                                 | Rónaszéki Ildikó                                | M                                               | 1971. január 2. (22 évesen)                     | Szentes                                         |                                                 |
|                                                 | Stieber Mercédesz                               | M                                               | 1974. szeptember 4. (18 évesen)                 | OSC                                             |                                                 |
|                                                 | Szalkay Orsolya                                 | K                                               | 1968. augusztus 19. (24 évesen)                 | BVSC                                            |                                                 |
|                                                 | Szép Brigitta                                   | K                                               | 1971. május 15. (22 évesen)                     | Eger                                            |                                                 |
|                                                 | Takács Ildikó                                   | M                                               | 1967. október 18. (25 évesen)                   | BVSC                                            |                                                 |
|                                                 | Tóth Gabriella                                  | M                                               | 1975. június 4. (18 évesen)                     | Szentes                                         |                                                 |
|                                                 | Tóth Noémi                                      | M                                               | 1976. június 7. (17 évesen)                     | Szentes                                         |                                                 |
|                                                 | Vincze Edit                                     | M                                               | 1965. október 1. (27 évesen)                    | Szentes                                         |                                                 |
| Szövetségi kapitány: Tóth Gyula                 |                                                 |                                                 |                                                 |                                                 |                                                 |

Csoportkör
A csoport
| Csapat         | M | Gy | D | V | G+ | G– | Gk  | P |
| -------------- | - | -- | - | - | -- | -- | --- | - |
| Oroszország    | 5 | 4  | 0 | 1 | 77 | 32 | +45 | 8 |
| Magyarország   | 5 | 4  | 0 | 1 | 74 | 33 | +41 | 8 |
| Franciaország  | 5 | 4  | 0 | 1 | 65 | 33 | +32 | 8 |
| Nagy-Britannia | 5 | 2  | 0 | 3 | 41 | 36 | +5  | 4 |
| Svájc          | 5 | 1  | 0 | 4 | 22 | 82 | –60 | 2 |
| Csehország     | 5 | 0  | 0 | 5 | 25 | 88 | –63 | 0 |

| 1993. július 31. 10:00 | Magyarország                                                     | 20–3             | Svájc   | Leeds Játékvezetők: Schmudenmaier (német) Dani (olasz) |
| 1993. július 31. 10:00 | (5–0, 3–2, 6–0, 6–1)                                             |                  |         | Leeds Játékvezetők: Schmudenmaier (német) Dani (olasz) |
| 1993. július 31. 10:00 | Rafael 7 Eke 4 Stieber 3 Konrád, Rónaszéki 2–2 Nagy , Vincze 1–1 |                  | Pozzi 3 | Leeds Játékvezetők: Schmudenmaier (német) Dani (olasz) |
| 1993. július 31. 10:00 | 10/8                                                             | Gól / emberelőny | 2/1     | Leeds Játékvezetők: Schmudenmaier (német) Dani (olasz) |

| 1993. augusztus 1. 10:00 | Magyarország                                                             | 22–5             | Csehország                               | Leeds Játékvezetők: Geli (spanyol) Bookelman (holland) |
| 1993. augusztus 1. 10:00 | (6–0 3–2 3–2 10–1)                                                       |                  |                                          | Leeds Játékvezetők: Geli (spanyol) Bookelman (holland) |
| 1993. augusztus 1. 10:00 | Dancsa, Vincze 5–5 Rafael, Eke 4–4 Stieber, Rónaszéki, Nagy, Tóth G. 1–1 |                  | Marková 2 Krutová, Novaková, Berková 1–1 | Leeds Játékvezetők: Geli (spanyol) Bookelman (holland) |
| 1993. augusztus 1. 10:00 | 13/8                                                                     | Gól / emberelőny | 11/2                                     | Leeds Játékvezetők: Geli (spanyol) Bookelman (holland) |

| 1993. augusztus 2. 13:00 | Magyarország                                 | 13–7             | Nagy-Britannia                    | Leeds Játékvezetők: Kratochvil (szlovák) Cillero (spanyol) |
| 1993. augusztus 2. 13:00 | (2–2, 2–4, 5–1, 4–0)                         |                  |                                   | Leeds Játékvezetők: Kratochvil (szlovák) Cillero (spanyol) |
| 1993. augusztus 2. 13:00 | Rafael 5 Stieber 3 Eke, Kertész 2–2 Vincze 1 |                  | Alsoff, Lunt, Gaywood 2–2 Green 1 | Leeds Játékvezetők: Kratochvil (szlovák) Cillero (spanyol) |
| 1993. augusztus 2. 13:00 | 12/5                                         | Gól / emberelőny | 6/4                               | Leeds Játékvezetők: Kratochvil (szlovák) Cillero (spanyol) |

| 1993. augusztus 3. 10:00 | Oroszország                                                            | 12–7              | Magyarország                              | Leeds Játékvezetők: Bohat (szlovák) Geli (spanyol) |
| 1993. augusztus 3. 10:00 | (4–2, 2–1, 3–1, 3–3)                                                   |                   |                                           | Leeds Játékvezetők: Bohat (szlovák) Geli (spanyol) |
| 1993. augusztus 3. 10:00 | Pokum 4 Piriszelova 3 M. Perevalova 2 Bazsanova, Anyikejeva, Lvova 1–1 |                   | Rafael 3 Dancsa, Eke, Stieber, Vincze 1–1 | Leeds Játékvezetők: Bohat (szlovák) Geli (spanyol) |
| 1993. augusztus 3. 10:00 | 13/7                                                                   | Gól / emberelőny  | 14/7                                      | Leeds Játékvezetők: Bohat (szlovák) Geli (spanyol) |
| 1993. augusztus 3. 10:00 | 2/2                                                                    | Gól / négyméteres | 0                                         | Leeds Játékvezetők: Bohat (szlovák) Geli (spanyol) |

| 1993. augusztus 4. 18:00 | Magyarország                              | 12–6              | Franciaország                                      | Leeds Játékvezetők: Kratochwill (szlovák) Cillero (spanyol) |
| 1993. augusztus 4. 18:00 | (4–2, 3–1, 2–3, 3–0)                      |                   |                                                    | Leeds Játékvezetők: Kratochwill (szlovák) Cillero (spanyol) |
| 1993. augusztus 4. 18:00 | Rafael 5 Eke 4 Stieber, Nagy, Kertész 1–1 |                   | Francois 2 Amardeilh, Jhury, Charlier, Vilette 1–1 | Leeds Játékvezetők: Kratochwill (szlovák) Cillero (spanyol) |
| 1993. augusztus 4. 18:00 | 9/5                                       | Gól / emberelőny  | 10/4                                               | Leeds Játékvezetők: Kratochwill (szlovák) Cillero (spanyol) |
| 1993. augusztus 4. 18:00 | 1/1                                       | Gól / négyméteres | 1/1                                                | Leeds Játékvezetők: Kratochwill (szlovák) Cillero (spanyol) |

Elődöntő
| 1993. augusztus 6. | Hollandia                                             | 9–8               | Magyarország                       | Leeds Játékvezetők: Celli (spanyol) Haseklogu (görög) |
| 1993. augusztus 6. | (3–0, 0–3, 1–4, 5–1)                                  |                   |                                    | Leeds Játékvezetők: Celli (spanyol) Haseklogu (görög) |
| 1993. augusztus 6. | Kuipers 4 Lindhout 2 Leijendekker, Spiker, Verdam 1–1 |                   | Eke 3 Stieber, Rafael 2–2 Vincze 1 | Leeds Játékvezetők: Celli (spanyol) Haseklogu (görög) |
| 1993. augusztus 6. | 2/2                                                   | Gól / emberelőny  | 6/2                                | Leeds Játékvezetők: Celli (spanyol) Haseklogu (görög) |
| 1993. augusztus 6. | 0                                                     | Gól / négyméteres | 1/1                                | Leeds Játékvezetők: Celli (spanyol) Haseklogu (görög) |

3. helyért
| 1993. augusztus 7. 12:00 | Magyarország                               | 8–7               | Olaszország                                   | Leeds Játékvezetők: Sapara (német) Chirchuete (román) |
| 1993. augusztus 7. 12:00 | (1–1, 1–2, 3–2, 3–2)                       |                   |                                               | Leeds Játékvezetők: Sapara (német) Chirchuete (román) |
| 1993. augusztus 7. 12:00 | Eke 3 Rafael 2 Vincze, Tóth N., Dancsa 1–1 |                   | Di Giancinto 4 Malato, Vaillant, Lariucci 1–1 | Leeds Játékvezetők: Sapara (német) Chirchuete (román) |
| 1993. augusztus 7. 12:00 | 10/5                                       | Gól / emberelőny  | 9/5                                           | Leeds Játékvezetők: Sapara (német) Chirchuete (román) |
| 1993. augusztus 7. 12:00 | 2/1                                        | Gól / négyméteres | 0                                             | Leeds Játékvezetők: Sapara (német) Chirchuete (román) |

| Csapat       | Helyezés |
| ------------ | -------- |
| Magyarország |          |